# NGC 4466
NGC 4466 is een spiraalvormig sterrenstelsel in het sterrenbeeld Maagd. Het hemelobject werd op 24 april 1865 ontdekt door de Duits-Deense astronoom Heinrich Louis d'Arrest.

## Synoniemen
- UGC 7626
- MCG 1-32-81
- ZWG 42.131
- VCC 1193
- PGC 41170